# Organización territorial de Italia
La Constitución de la República Italiana organiza el territorio desde 1948 en tres niveles de gobierno local, y declara a Roma como la capital de la República.

## Regiones
Italia tradicionalmente se divide en cinco grandes áreas geopolíticas y en 20 regiones administrativas, de las cuales 5 gozan (por motivos históricos, geográficos y étnicos) de autonomía y un estatuto especial.
- Noroccidental (Liguria, Lombardía, Piamonte y Valle de Aosta)
- Nororiental (Emilia-Romaña, Friuli-Venecia Julia, Trentino-Alto Adigio y Véneto)
- Central (Lacio, Marcas, Toscana, Umbría)
- Meridional (Abruzzos,Puglia, Basilicata, Calabria, Campania y Molise)
- Insular (Cerdeña y Sicilia)

De las regiones destacadas Sicilia adquirió su derecho a un estatuto especial autonómico en 1946 debido a su condición geográfica, étnica y política (preponderancia de un fuerte sentido independentista); en cambio las otras adquirieron propio estatuto en los años siguientes: Cerdeña, Valle de Aosta, Trentino-Alto Adigio en 1948 por motivos étnicos y lingüísticos y seguidamente, en 1963, Friuli-Venecia Julia.

## Provincias

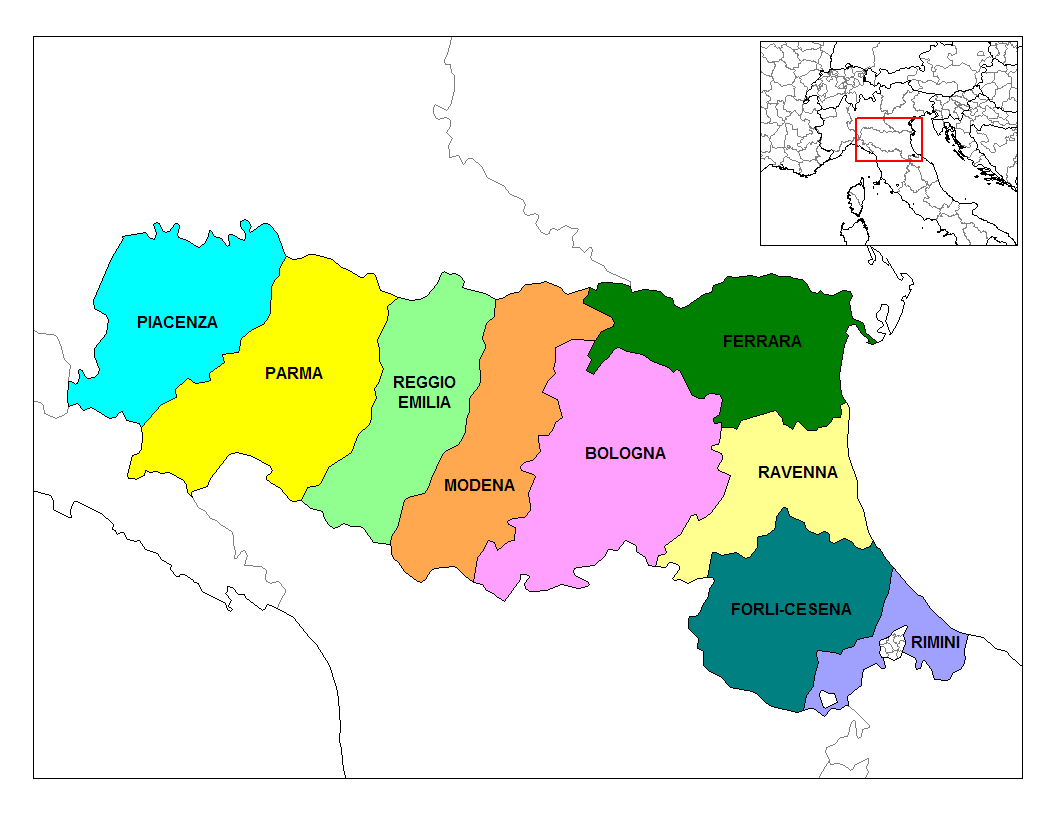
Provincias de Emilia Romaña.

En Italia, la provincia (del italiano: provincia) es una división administrativa de nivel intermedio entre el municipio o comuna (del italiano: comune) y la región (del italiano: regione). Una provincia está compuesta por varios municipios (del italiano: comuni), y normalmente varias provincias forman una región (a excepción de la región del Valle de Aosta, que solo tiene una).
Por ejemplo, Módena y Maranello son dos municipios de la provincia de Módena; y Módena al igual que Reggio Emilia son dos provincias de la región Emilia-Romaña.
En 2004, había 103 provincias en Italia. En 2005 se crearon cuatro provincias nuevas en Cerdeña, y otras tres provincias nuevas más se hicieron efectivas en 2009, lo que da lugar a un total de 110 provincias.
La región autónoma del Trentino-Alto Adigio  se constituye (no se divide) en dos provincias autónomas: la provincia autónoma de Trento y la provincia autónoma de Bolzano.

## Municipios
La comuna (comune) municipio o comuna es un ente autónomo y constituye la unidad administrativa básica de las provincias y las regiones, a cargo de gran parte de las tareas civiles. Estos se dividen a su vez en circunscripciones y están a cargo de un alcalde (sindaco) electo popularmente.
A partir del 19 de enero de 2001 las diecinueve circunscripciones de Roma se denominan municipi, cada cual con un presidente de elección directa y una junta asesora. El 1 de enero de 2020 en Italia había 7904 municipios o comunas, muy variados en población y superficie.

## Fracciones
La fracción geográfica (frazione geografica) es una subdivisión municipal que designa a una pequeña localidad o núcleo de casas relativamente aislada de la ciudad o pueblo cabecera del municipio.